# Reprobación (España)
La reprobación es un procedimiento parlamentario en España mediante el cual una de las Cámaras de las Cortes Generales expresa una posición política luego de interpelar a un ministro, el Consejo de Ministros u otros altos cargos. Dicha reprobación no tiene consecuencias jurídicas, pues no obliga a los funcionarios a dimitir.

## Marco legal
El artículo 111 de la Constitución española de 1978 establece:

Artículo 111

 El Gobierno y cada uno de sus miembros están sometidos a las interpelaciones y preguntas que se le formulen en las Cámaras. Para esta clase de debate los Reglamentos establecerán un tiempo mínimo semanal.
2. Toda interpelación podrá dar lugar a una moción en la que la Cámara manifieste su posición.

La reprobación de los altos cargos solo tiene consecuencias políticas, pues no les obliga a dimitir.

## Reprobaciones
| Legislatura | Fecha                    | Cámara                    | Alto cargo | Ref    |
| ----------- | ------------------------ | ------------------------- | --- | ------ |
| VIII        | 19 de diciembre de 2007  | Senado                    | Magdalena Álvarez, ministra de Fomento                                                                                  | [ 1 ]  |
| XII         | 15 de mayo de 2017       | Congreso de los Diputados | Rafael Catalá Polo, ministro de Justicia José Manuel Maza, fiscal general del Estado Manuel Moix, fiscal anticorrupción | [ 2 ]  |
| XII         | 21 de junio de 2017      | Congreso de los Diputados | José Antonio Nieto, secretario de Estado de Seguridad                                                                   | [ 3 ]  |
| XII         | 29 de junio de 2017      | Congreso de los Diputados | Cristóbal Montoro, ministro de Hacienda                                                                                 | [ 4 ]  |
| XII         | 24 de octubre de 2017    | Congreso de los Diputados | Alfonso Dastis, ministro de Exteriores Juan Ignacio Zoido, ministro del Interior                                        | [ 5 ]  |
| XII         | 7 de noviembre de 2017   | Congreso de los Diputados | Alfonso Dastis, ministro de Exteriores                                                                                  | [ 6 ]  |
| XII         | 29 de mayo de 2018       | Congreso de los Diputados | Dolors Montserrat, ministra de Sanidad                                                                                  |        |
| XII         | 22 de septiembre de 2018 | Senado                    | Dolores Delgado, ministra de Justicia                                                                                   | [ 7 ]  |
| XII         | 9 de octubre de 2018     | Congreso de los Diputados | Dolores Delgado, ministra de Justicia                                                                                   |        |
| XII         | 22 de noviembre de 2018  | Congreso de los Diputados | Dolores Delgado, ministra de Justicia                                                                                   | [ 8 ]  |
| XV          | 9 de febrero de 2023     | Congreso de los Diputados | Fernando Grande-Marlaska, ministro de Interior                                                                          | [ 9 ]  |
| XV          | 21 de febrero de 2024    | Senado                    | Fernando Grande-Marlaska, ministro de Interior                                                                          | [ 10 ] |
| XV          | 29 de febrero de 2024    | Congreso de los Diputados | Fernando Grande-Marlaska, ministro de Interior                                                                          | [ 11 ] |
| XV          | 8 de mayo de 2024        | Senado                    | Álvaro García Ortiz, fiscal general del Estado                                                                          | [ 12 ] |
| XV          | 25 de septiembre de 2024 | Senado                    | Oscar Puente, ministro de Transportes y Movilidad Sostenible                                                            | [ 13 ] |
| XV          | 18 de junio de 2025      | Senado                    | Álvaro García Ortiz, fiscal general del Estado                                                                          | [ 14 ] |